# AS Marsa
Avenir Sportif de La Marsa (în arabă المستقبل الرياضي بالمرسى) sau ASM este un club de fotbal din orașul La Marsa, oraș situat lângă capitala Tunisiei. 